# Beedeln
Beedeln ist ein Ortsteil der Gemeinde Seelitz im sächsischen Landkreis Mittelsachsen. Die Gemeinde Beedeln mit ihrem Ortsteil Bernsdorf wurde am 1. Juli 1965 nach Kolkau eingemeindet, mit dem der Ort am 1. April 1993 zur Gemeinde Seelitz kam.

## Geografie

### Geografische Lage und Verkehr
Beedeln liegt im Süden der Großgemeinde Seelitz. Das Dorf hat nur 2 Straßen (Untere Dorfstraße, Chemnitzer Straße). Östlich des Orts führt die Bundesstraße 107 vorbei. Es besteht ein Wanderweg "auf den Spuren des Rochlitzer Porphyrs". Über eine Bushaltestelle an der B107 ist der Ort an den öffentlichen Nahverkehr angeschlossen.

### Nachbarorte
| Steudten | Seebitzschen                                | Kolkau    |
| Meusen   | Kompassrose, die auf Nachbargemeinden zeigt | Bernsdorf |
|          | Göppersdorf                                 |           |

## Geschichte

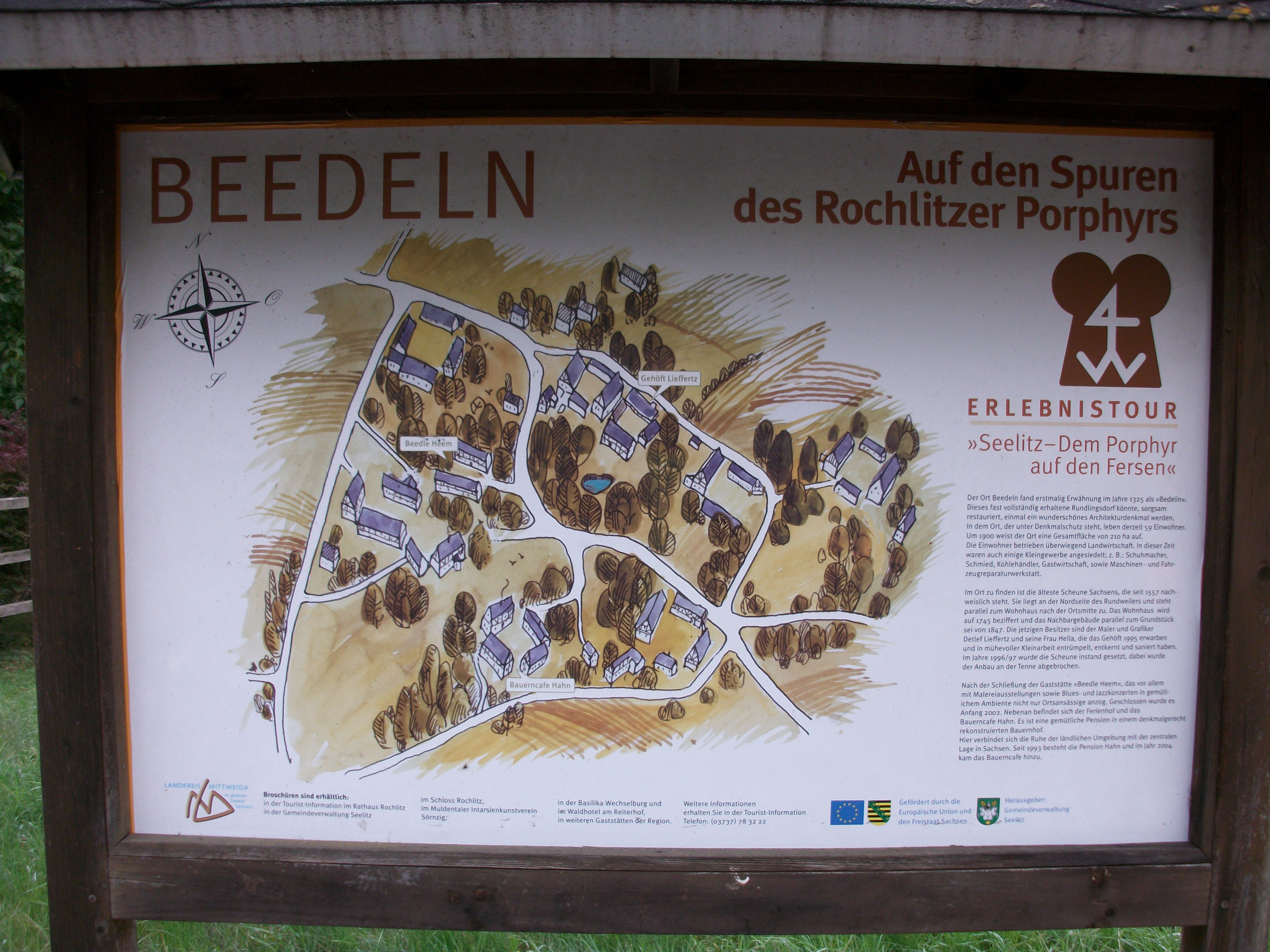
Beedeln, Infotafel

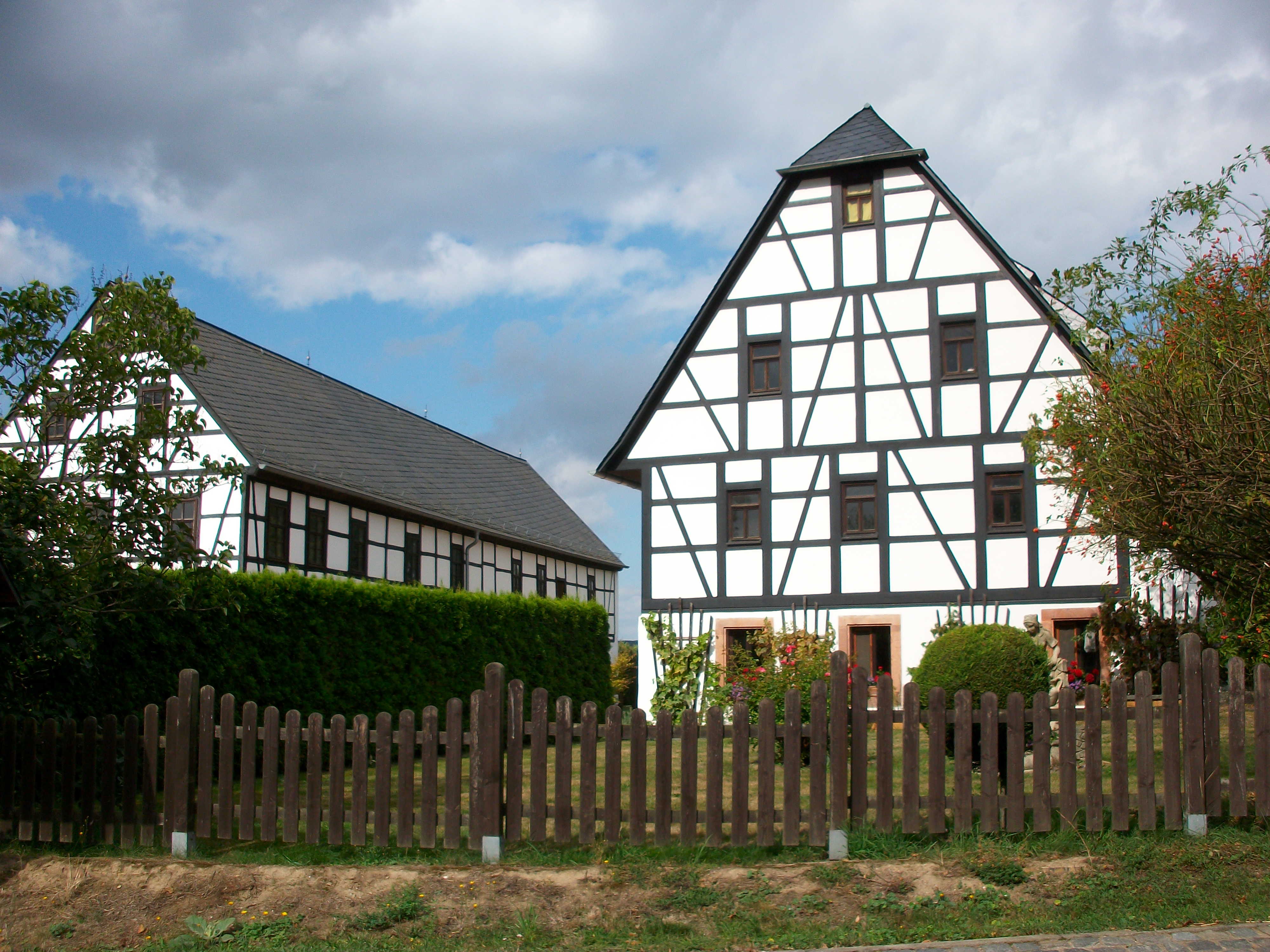
Fachwerkhaus in Beedeln

Beedeln wurde 1325 erstmals als "Bedelin" erwähnt. Das Dorf ist ein slawisches Rundlingsdorf, in welchem die Einwohner früher überwiegend Landwirtschaft betrieben. Es gab aber auch Kleingewerbe wie Schuhmacher, Schmied, Kohlehändler, Gastwirtschaft und später auch eine Maschinen- und Fahrzeugreparaturwerkstatt. Bezüglich der Grundherrschaft gehörte Beedeln bis 1856 als Amtsdorf zum kursächsischen bzw. königlich-sächsischen Amt Rochlitz. Bei den im 19. Jahrhundert im Königreich Sachsen durchgeführten Verwaltungsreformen wurden die Ämter aufgelöst. Dadurch kam Beedeln im Jahr 1856 unter die Verwaltung des Gerichtsamts Rochlitz und 1875 an die neu gegründete Amtshauptmannschaft Rochlitz. Am 30. April 1936 wurde der Nachbarort Bernsdorf eingemeindet.
Durch die zweite Kreisreform in der DDR im Jahr 1952 wurde die Gemeinde Beedeln mit ihrem Ortsteil Bernsdorf dem Kreis Rochlitz im Bezirk Chemnitz (1953 in Bezirk Karl-Marx-Stadt umbenannt) angegliedert. Am 1. Juli 1965 erfolgte die Eingemeindung von Beedeln nach Kolkau. Als Ortsteil der Gemeinde Kolkau kam Beedeln im Jahr 1990 zum sächsischen Landkreis Rochlitz, der 1994 im neu gebildeten Landkreis Mittweida und 2008 im Landkreis Mittelsachsen aufging. Durch die Eingemeindung der Gemeinde Kolkau nach Seelitz ist Beedeln seit dem 1. April 1994 ein Ortsteil der Großgemeinde Seelitz. 2002 wurde "Beedle Heem" geschlossen, in dem Malereiausstellungen, sowie Blues- und Jazzkonzerte stattfanden. 2007 wurde die Straße im Dorf erneuert.

## Kulturdenkmale
Für die Kulturdenkmale des Ortes siehe die Liste der Kulturdenkmale in Beedeln.
Das Dorf ist ein fast vollständig erhaltenes slawisches Rundlingsdorf und steht als Gesamtanlage unter Denkmalschutz. In Beedeln befindet sich die älteste Scheune Sachsens (steht seit 1557).
Außerdem befindet sich in Beedeln der kleinste Flugplatz Sachsens.

## Personen

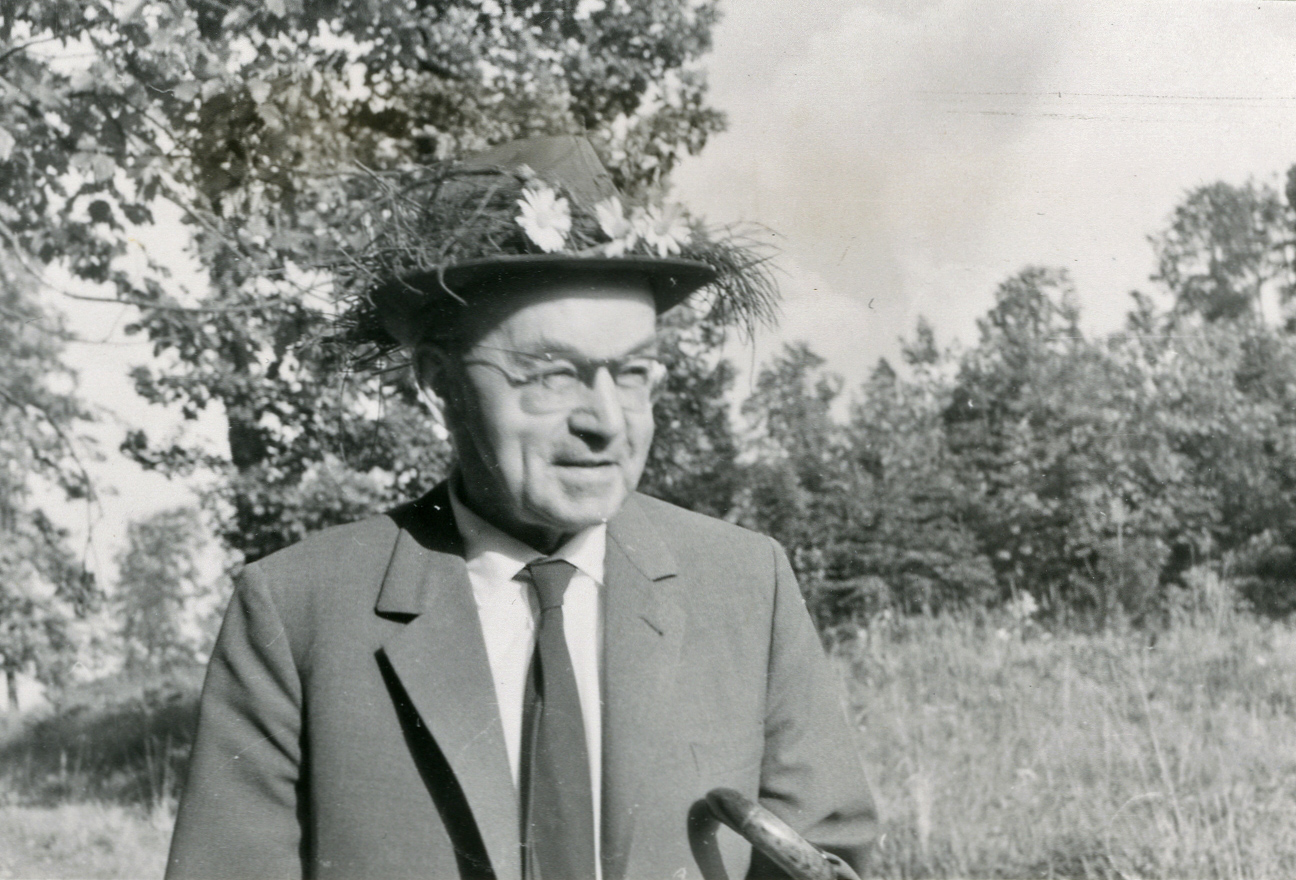
Walter Hoppe 1962

- Walter Hoppe (1896–1976), deutscher Geologe und Hochschullehrer